# 순경 (당진)
순경(荀庚, ? - 기원전 576년)은 춘추 시대 진나라의 정치가며, 6경(卿)의 일원이다. 시호는 선(宣)으로, 중항선자(中行宣子)라고도 한다. 순림보의 아들이며, 중항언의 아버지다.

## 사적
진 경공 12년(기원전 588년) 겨울 11월, 6경 중 제3위(상군 원수)의 위치에서 진나라의 사자로 노나라에 사신으로 갔다. 마침 위나라에서도 상경 손량부(孫良夫)를 사신으로 보냈으므로, 노나라에서는 둘 중 누구와 먼저 맹약할지를 의논했다. 장선숙(臧宣叔)이 소국의 상경은 대국의 하경에 해당하는데, 진나라는 대국이고 위나라는 소국이므로 순경과 먼저 맹약해야 한다고 했으며, 이에 따라 노나라에서는 진나라와 먼저 맹약하고 위나라와는 그 다음날에 맹약했다.
진 여공 3년(기원전 578년), 거듭되는 진나라의 침공에 질린 진나라는 4월에 여상(呂相)을 진나라로 보내 단교하고, 5월에 제나라, 송나라, 위나라, 정나라, 조나라, 주(邾)나라, 등(滕)나라와 연합하여 진나라를 쳤는데, 순경은 상군 원수에서 한 단계 승진하여 중군 보좌로 종군했다. 8국 연합군은 진나라 군대와 마수(麻隧)에서 싸워, 크게 이겼다.

## 일화
조무가 관례를 올리고 찾아뵙자, 말했다. “아름답도다! 애석하구나, 나는 이미 늙었도다.”